# フィルグラスチム
フィルグラスチム（Filgrastim）は、グランなどの商品名で販売されている、好中球減少症の治療に用いられる医薬品である。低好中球は、HIV/AIDSと同時に発症する場合、化学療法または放射線中毒の後に発症する場合、または発症の原因が不明な場合がある。 フィルグラスチムは、白血球除去療法に対応するための白血球増加に使用されることもある。投与法は点滴静脈注射または皮下注射である。 
一般的な副作用には、発熱、咳、胸痛、関節痛、嘔吐、脱毛などがあげられる。重度の副作用には、脾臓破裂とアレルギー反応があげられる。妊娠中の人への投与による胎児への安全性は不明である。
フィルグラスチムは、自然に存在する顆粒球コロニー刺激因子(G-CSF)の組み換えDNA型である。作用機序は好中球の生産を高めるように身体を刺激することにより効果がある。 
フィルグラスチムは、1991年に米国で医療薬として認可された。世界保健機関の必須医薬品モデル・リストに掲載されており、医療制度に必要とされる最も効果的で安全な医薬品である。開発途上国での卸価格は1投与あたり約3.95から9.66米ドルである。イギリスの国民保健サービスにかかる費用は1投与300ugあたり50.15ポンドである。米国での治療には200米ドル以上かかる。フィルグラスチムのバイオシミラー医薬品の入手も可能である。 